# Raid Roma-Tokyo (1942)
Il Raid Roma-Tokyo compiuto nell'estate del 1942, fu un'impresa aeronautica compiuta per riallacciare i rapporti tra le forze dell'Asse occidentali (Germania e Italia) con il loro alleato d'oriente, il Giappone.

## Storia

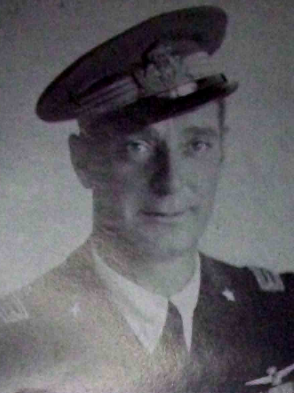
Antonio Moscatelli

Germania e Italia da una parte e Giappone dall'altra, nell'ambito dell'alleanza dell'Asse durante la seconda guerra mondiale, avevano necessità di interscambio di materie prime rare e di coordinamento attraverso scambi di consiglieri militari, piani di guerra e codici cifrati.
Inoltre, nel gennaio del 1942, si scoprì a Roma che i britannici erano riusciti a forzare i codici di trasmissione fra Italia e Giappone. Dovevano quindi essere forniti a Tokyo i nuovi codici con cui comunicare in sicurezza. Escluso il trasporto via terra, e considerando lunghi i tempi di un trasporto via mare sia con navi di superficie sia con sommergibili, fu deciso di trasferirli per via aerea, impresa anche questa rischiosa, giacché il Giappone era particolarmente lontano e isolato dalle forze alleate. Il raid aveva quindi il duplice scopo di aprire un collegamento aereo Europa-Giappone, dimostrando al mondo che l'Asse poteva rompere il blocco degli Alleati, e di compiere un interscambio di intelligence militare e propaganda bellica.
Per questo scopo fu realizzato un Savoia-Marchetti S.M.75 GA, che il giorno 9 maggio 1942 effettuò un raid propagandistico ed addestrativo con lancio di manifestini su l'Asmara, occupata l'anno prima dai britannici. Rientrato a Roma l'11 maggio precipitò per una piantata contemporanea in decollo di tutti e tre i motori. Per sostituirlo fu usato l'aereo MM 60539, su cui furono montati gli stessi motori e fu siglato RT (Roma-Tokyo). Al comando fu messo il tenente colonnello Antonio Moscatelli, che riunì come equipaggio il capitano Mario Curto (pilota), il sottotenente Ernesto Mazzotti (radio-aerologista), il maresciallo Ernesto Leone (motorista) ed infine il capitano Publio Magini (navigatore), dell'equipaggio dell'MM 60537, che per tutta la missione dovette portare uno stivaletto gessato per la frattura che aveva subito nell'incidente dell'11 maggio.

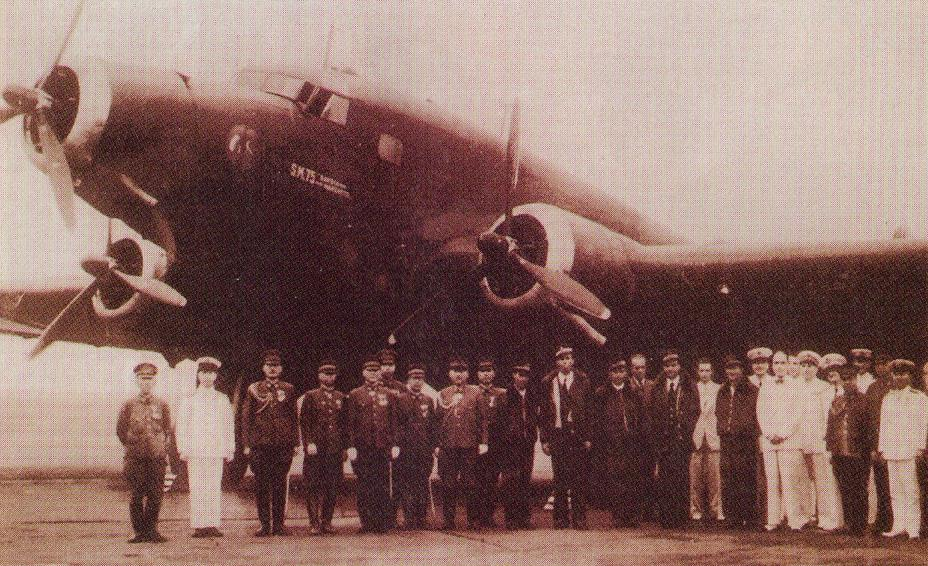
Il Savoia-Marchetti SM.75 GA RT in oriente.

Il governo giapponese temeva complicazioni con il governo sovietico nel caso che l'aereo fosse caduto nelle loro mani, quindi tentò di bloccare la missione, ma ormai le decisioni erano state prese, quindi la missione di trasporto dei cifrari a Tokyo ebbe inizio.
La missione partì da Guidonia il 29 giugno 1942 alle ore 5.30 diretta a Zaporižžja, città sovietica occupata dalle forze naziste nella stessa data alle ore 14.20 GMT.
Il reparto aeronautico assegnato al Corpo di spedizione italiano in Russia aveva concentrato in quella città una notevole quantità di benzina avio che fu usata dalla missione. Sopra i cieli del Volga l'aereo venne intercettato da un caccia sovietico, riuscendo a sfuggirgli.
Il giorno seguente, alle 18.00, ripresero il volo per Pao Tow Chen nella Mongolia Interna occupata dai giapponesi, il 1º luglio alle ore 15.30 GMT.
A Pao Tow Chen l'aereo fu ridipinto con le insegne giapponesi per esigenze di riconoscimento e per evitare che eventuali spie sovietiche scoprissero il raid. Ripartirono per la loro spedizione il 3 luglio 10.35 GMT giungendo a Tokyo lo stesso giorno alle ore 20.00 GMT.
Il 16 luglio alle 12.20 GMT l'aereo ripartì per il volo di rientro seguendo parzialmente la stessa rotta del volo di andata, arrivando a Pao Tow Chen il 17 luglio 00.40 GMT, dove riprese le insegne italiane. Ripartì dalla località della Mongolia Interna il 18 luglio alle 21.45 GMT, giungendo ad Odessa, occupata dalle forze romene, alle 2.10 GMT del 20 luglio, poiché non riuscirono a contattare il campo italiano di Stalino.
Ripartirono lo stesso giorno da Odessa allee 11.00 GMT, giungendo a Guidonia alle ore 17.50 GMT.
Vennero ricevuti dalle massime autorità italiane, compreso Benito Mussolini. Il raid Roma-Tokyo venne quindi reso pubblico ed esaltato dalla stampa italiana; l'incontro tra Mussolini e l'equipaggio venne trasmesso da un filmato Luce e illustrato nella Domenica del Corriere.
Le importanti osservazioni e gli insegnamenti scaturiti dalla missione italiana consentirono ai tedeschi di portare avanti un piano di collegamenti aerei con il Giappone, effettuando alcuni raid con quadrimotori da trasporto speciali Junkers Ju 290. Venne programmato anche un secondo volo che però non ebbe però seguito.
Il navigatore Publio Magini (1910-2002) scrisse un libro di memorie, che grazie all'interesse dello storico tedesco Peter Herde, è stato pubblicato postumo dal di lui figlio Leonardo nel 2009, con il titolo "L'uomo che volò a Tokyo".